# Rehberg (Haardt)
Der Rehberg ist ein 337 m ü. NHN hoher Berg im Pfälzerwald.

## Geographie

### Lage
Der Berg liegt innerhalb der Haardt, wie der Ostrand des Pfälzerwald genannt wird. Die Nord- und Westflanke liegen auf der Gemarkung der Stadt Deidesheim, die Süd- und Ostflanke auf derjenigen der Ortsgemeinde Ruppertsberg; die Siedlungsgebiete beider Orte liegen mehrere Kilometer weiter östlich.
Südöstlich erstreckt sich der Hartenberg (333,6 m) und südwestlich der Sommerberg (351 m), mit denen er ein dreigipfeliges Massiv bildet. Östlich befindet sich der  Schloßberg (188 m). Nordwestlich liegt der Mittelberg, dazwischen befindet sich das Kupferbrunner Tal. Im Norden wird der Berg durch das Mühltal begrenzt. Östlich schließt sich der Haardtrand mit seinen Weinbergen an, die zum Weinanbaugebiet Pfalz gehören.

### Naturräumliche Zuordnung
1. Großregion 1. Ordnung: Schichtstufenland beiderseits des Oberrheingrabens
2. Großregion 2. Ordnung: Pfälzisch-saarländisches Schichtstufenland
3. Großregion 3. Ordnung: Pfälzerwald
4. Region 4. Ordnung (Haupteinheit): Mittlerer Pfälzerwald
5. Region 5. Ordnung: Haardt

## Tourismus
Über die Gipfelregion des Rehbergs führt ein Wanderweg, der mit einem roten Punkt gekennzeichnet ist und von Hertlingshausen nach Petit Wingen verläuft; über seine Nordwestflanke einer, der mit einem weiß-blauen Balken markiert ist und der von Battenberg bis nach Wörth am Rhein verläuft.

## Bauwerke
An seinem Ostfuß befindet sich die Waldgaststätte Pfalzblick, deren Anschrift Am Rehberg lautet.